# Frauengeheimnis
Frauengeheimnis ist ein US-amerikanisches Filmdrama aus dem Jahr 1950 von Robert Wise mit Eleanor Parker, Patricia Neal und Ruth Roman in den Hauptrollen. Der Film wurde von United States Pictures Inc. produziert.

## Handlung
Der fünfjährige Johnny Peterson ist der einzige Überlebende eines Flugzeugabsturzes in Kalifornien. Der Reporter Hardin findet heraus, dass Johnny schon als Baby in ein Waisenhaus gegeben wurde. Drei Jungen mit dem gleichen Geburtstag sind in dem Waisenhaus aufgelistet, doch die Leiterin, Mrs. Gilwyn, will den Namen der Mütter nicht preisgeben.
Eine der Frauen ist Susan Chase. Ihrem Mann Bill hat sie nie erzählt, dass sie vor ihrer Beziehung ein Kind hatte. Durch die Nachrichten ist Susan überzeugt, dass es sich bei dem überlebenden Kind um ihren leiblichen Sohn handelt. Als Bill eine Geschäftsreise antritt, fährt Susan zum Camp der Rettungseinheiten. Während der Fahrt erinnert sie sich. Während des Krieges verliebt sich Susan in den Matrosen Paul Radin. Als er zum Einsatz berufen wird, gesteht er ihr, dass er eine Frau in einer anderen Stadt liebe, die er seit seiner Kindheit kennt. Die schwangere Susan unternimmt einen Selbstmordversuch, doch ihre Mutter, Mrs. Connors, benachrichtigt einen Arzt. Nach der Geburt überzeugt sie Susan, das Kind zur Adoption freizugeben. 
Im Camp begegnet Susan Phillys Horne, die sie wiedererkannt, da sie zur gleichen Zeit wie Susan im Waisenhaus war. Phillys, eine Reporterin, erzählt Susan, dass der Junge auf dem Berg auch ihr Sohn sein könnte. Als Phyllis vor fünf Jahren von einer Reise nach London zurückkehrt, wird sie von ihrem Mann Bob Duffy nicht, wie erwartet, vom Flughafen abgeholt. Sie findet ihn in seiner Stammbar. Er kann ihren Job nicht mehr akzeptieren und will sich scheiden lassen. Phyllis verspricht ihm, in Zukunft zu Hause zu bleiben. Doch als ihr Vorgesetzter Mark Harrison sie als Kriegsberichterstatterin auf den Kriegsschauplatz im Pazifik schicken will, kann sie nicht widerstehen. Zwei Wochen nach der Scheidung bemerkt Phyllis, dass sie schwanger ist. Sie ruft Bob an, der zu ihrer Überraschung schon wieder verheiratet ist. 
Phyllis wird unterbrochen, als ein Funkspruch eingeht, der besagt, dass das Rettungsteam wegen eines Erdrutsches vermisst wird. Phyllis und Susan bemerken eine Frau, die sich mit einem Reporter streitet. Phyllis erkennt sie als Ann Lawrence, die ebenfalls im Waisenhaus war. Ann erzählt ihre Geschichte.
Ann arbeitet als Tänzerin und hat eine Affäre mit dem wohlhabenden Gordon Crosley. Als sie ihn eines Abends besuchen will, trifft sie nur auf Crosleys Partner Dell Prince, der ihr mitteilt, dass Crosley sie nicht mehr sehen will. Ann ist sich sicher, dass Prince eine Intrige spinnt, um sie von Crosley fernzuhalten. Ann folgt Prince nach Kalifornien, wird aber von ihm erneut aufgefordert zu gehen. Sie erzählt Prince, dass sie schwanger sei. Prince fordert sie auf, am nächsten Abend wieder zu ihm zu kommen. Beim nächsten Treffen ist Bobby Lynch dabei, ein Ex-Freund. Prince erzählt ihr, dass sich Lynch als Vater des Kindes ausgeben werde, zudem übergibt er ihr einen Scheck von Crosley. Ann wird hysterisch, als ihr klar wird, dass Prince die Wahrheit über Crosley gesagt hat. Sie tötet Lynch und wird wegen Totschlag verurteilt. Ihr Kind gibt sie zur Adoption frei.
Susan erklärt den beiden Frauen, dass sie keine Kinder mehr bekommen könne. Der Funkkontakt zum Rettungsteam wird wieder hergestellt. Das Team hat den Jungen erreicht und ist auf dem Weg zurück. Während Phyllis herauszufinden versucht, wer nun Johnnys leibliche Mutter ist, erreicht der von Susan benachrichtigte Bill das Camp. Susan erzählt ihm alles, woraufhin Bill ihr versichert, den Jungen, sollte er ihr Sohn sein, mit nach Hause zu nehmen. Phyllis findet heraus, dass Ann Johnnys Mutter ist. Doch bevor sie die Neuigkeit mitteilen kann, wird sie von Ann unterbrochen. Ann ist der Meinung, dass von den drei Frauen Susan als Geeignetste versuchen soll, Johnny zu adoptieren.

## Produktion

### Hintergrund
Gedreht wurde der Film von Anfang Oktober bis Mitte November 1949 in Lone Pine, im Angeles National Forest sowie in den Warner-Studios in Burbank.
Laut einem Artikel im The Hollywood Reporter wurde der Film von dem Fall der dreijährigen Kathy Fiscus inspiriert. Das Mädchen fiel 1949 in einen Brunnen. Die Rettungsarbeiten wurden von lokalen Fernsehstationen live ausgestrahlt mit Millionen von Zuschauern. Nach drei Tagen wurde das Kind tot geborgen. Sie starb anscheinend schon nach wenigen Stunden nach ihrem Sturz.
1999 entstand für das US-Fernsehen die Neuverfilmung Drei Geheimnisse – Kampf um ein verschwundenes Kind (Three Secrets).

### Stab
Fred M. MacLean war der Szenenbildner, Leah Rhodes die Kostümbildnerin. William C. McGann und Edwin DuPar waren für die Spezialeffekte verantwortlich.

### Besetzung
In kleinen nicht im Abspann erwähnten Nebenrollen traten Eleanor Audley, Leah Baird, Billy Bevan in seiner letzten Filmrolle, Peter Brocco, Nana Bryant (als Mrs. Gilwyn), John Dehner (als Gordon Crosley), Christian Drake, Ross Elliott, Creighton Hale, Paul Picerni, William Tannen (als Bobby Lynch), Kenneth Tobey und Charles Wagenheim auf. Ebenfalls unerwähnt blieb Duncan Richardson als Waisenjunge Johnny Peterson.

## Synchronisation
Unter der Dialogregie von Alfred Kirschner entstand bei der Internationale Film-Union in Remagen die deutsche Synchronfassung. Das Dialogbuch schrieb Herbert W. Victor.
| Rolle         | Schauspieler  | Deutscher Synchronsprecher |
| ------------- | ------------- | -------------------------- |
| Phyllis Horne | Patricia Neal | Ingeborg Grunewald         |

## Veröffentlichung
Die Premiere des Films fand am 13. September 1950 in Philadelphia und Pittsburgh statt. In der Bundesrepublik Deutschland kam er am 23. Oktober 1951 in die Kinos, in Österreich im Februar 1952.

## Kritiken
Der Filmkritiken-Aggregator Rotten Tomatoes hat ein Publikumsergebnis von 71 Prozent positiver Bewertungen ergeben.
Das Lexikon des internationalen Films schrieb: „Ernsthaftes zeitkritisches Drama.“
Bosley Crowther von der The New York Times befand, die Darbietung der Sorgen und das Organisieren der Rettungsmaßnahmen wurden mit ausgezeichnetem Verständnis und filmischer Natürlichkeit von Regisseur Wise umgesetzt. Die Geschichten der drei Frauen hingegen erinnern an Seifenopern.
Bob Thomas schrieb im Santa Cruz Sentinel, der Film sei fast so gut wie A Letter to Three Wives
(Ein Brief an drei Frauen), dem er ähnlich sei. Die Qualität sei nicht so glatt, aber die Handlung und die flotten Dialoge tragen zum Interesse bei.